# Spathopus hofferi
Spathopus hofferi är en stekelart som beskrevs av Boucek 1964. Spathopus hofferi ingår i släktet Spathopus och familjen puppglanssteklar.
Artens utbredningsområde är:
- Slovakien.
- Kazakstan.
- Sverige.

Arten är reproducerande i Sverige. Inga underarter finns listade i Catalogue of Life.